# 崇綸
崇綸（1792年—1875年），字霈如，又稱許崇綸，內務府漢軍正白旗人，清朝官员。
嘉慶二十四年（1819年），中試武舉；道光三年（1823年），任繙譯筆帖式。道光五年，任堂筆帖式。道光十四年，授堂委署主事、次年改堂主事。道光十六年，任慶豐司員外郎。道光十八年，授縀庫員外郎。道光二十一年，任殺虎口監督；次年改銀庫員外郎、都虞司郎中。道光二十七年，任江南織造。道光二十八年，任長蘆鹽政。
咸豐二年（1852年），授圓明園郎中；次年任兩淮鹽運使、欽差大臣。咸豐四年，授內閣學士，兼禮部侍郎銜。咸豐五年，任正紅旗漢軍副都統，署戶部左侍郎、兼管三庫事務、管理鐵錢局事務。咸豐六年，任工部左侍郎。次年擔任倉場侍郎。咸豐十一年，任工部左侍郎、幫辦總理各國事務衙門大臣，署鑲黃旗滿洲副都統。
同治元年（1862年），任戶部右侍郎兼理錢法堂事務，管理值年旗事務大臣。署左翼總兵、正紅旗蒙古副都統、鑲藍旗漢軍副都統，兼署理藩院右侍郎、鑲黃旗滿洲副都統、管理溝渠河道事務大臣。同治二年，署吏部左侍郎、禮部左侍郎、右翼前鋒統領。同治四年，署鑲紅旗護軍統領，任總管內務府大臣。次年任紫禁城值年大臣。同治六年，署武英殿印鑰、戶部左侍郎，兼管三庫事務、崇文門副監督。同治七年，任理藩院尚書，署鑲紅旗蒙古副都統、正藍旗漢軍都統、武會試監射大臣。同治十年，任工部尚書、紫禁城值年大臣、管理火藥局事務、經筵講官。同治十二年，署造辦處印鑰、鑲白旗滿洲都統，管理精捷營事務。同治十三年，署鑲黃旗滿洲都統，任紫禁城值年大臣，兼署吏部尚書、管理雍和宮清漪園大臣。
光緒元年（1875年）九月己亥，追授太子少保銜，谥勤恪。有子許錫麟、許壽昌。